# Seznam zápasů československé fotbalové reprezentace do roku 1938
Seznam zápasů československé fotbalové reprezentace do roku 1938 uvádí přehled výsledků československé fotbalové reprezentace, která vznikla roku 1920, do roku 1938 (tedy za období první republiky). Přehled je doplněn i o výsledky zápasů družstev reprezentujících Čechy v letech 1906–1908.

## Rok 1906
| Zápas        | výsledek | druh zápasu | střelci                                                          | diváci | datum a místo konání |
| ------------ | -------- | ----------- | ---------------------------------------------------------------- | ------ | -------------------- |
| Uhry – Čechy | 1:1      | přátelsky   | Károly – Jindřich Valášek                                        | 8000   | 1.4.1906, Budapešť   |
| Čechy – Uhry | 4:4      | přátelsky   | 2x Jan Starý, Jindřich Baumruk, Jan Košek – 2x Molnár, 2x Károly | 5000   | 7.10.1906, Praha     |

## Rok 1907
| Zápas        | výsledek | druh zápasu | střelci                                                     | diváci | datum a místo konání |
| ------------ | -------- | ----------- | ----------------------------------------------------------- | ------ | -------------------- |
| Uhry – Čechy | 5:2      | přátelsky   | 3x Horváth, Borbas, Molnár – Josef Pelikán, Bohumil Jelínek | 8000   | 7.4.1907, Budapešť   |
| Čechy – Uhry | 5:3      | přátelsky   | 3x Jan Košek, Josef Bělka – Lakátos, Zednicek, Károly       | 4000   | 6.10.1907, Praha     |

## Rok 1908
| Zápas          | výsledek | druh zápasu | střelci                               | diváci | datum a místo konání |
| -------------- | -------- | ----------- | ------------------------------------- | ------ | -------------------- |
| Uhry – Čechy   | 5:2      | přátelsky   | 4x Károly, Schlosser – 2x Josef Bělka | 8500   | 5.4.1908, Budapešť   |
| Čechy – Anglie | 0:4      | přátelsky   | 2x Hilsdon, Windridge, Rutherford     | 4000   | 13.6.1908, Praha     |

## Rok 1920
| Zápas                           | výsledek | druh zápasu     | střelci                                        | diváci | datum a místo konání |
| ------------------------------- | -------- | --------------- | ---------------------------------------------- | ------ | -------------------- |
| Československo – Království SHS | 7:0      | OH              | 3x Jan Vaník, 3x Antonín Janda, Josef Sedláček | 500    | 28.8.1920, Antverpy  |
| Československo – Norsko         | 4:0      | OH              | Jan Vaník, 3x Antonín Janda                    | 6000   | 29.8.1920, Brusel    |
| Československo – Francie        | 4:1      | OH – semifinále | Karel Steiner, 3x Otakar Škvain–Mazal, Boyer   | 30000  | 31.8.1920, Antverpy  |
| Belgie – Československo         | 2:0      | OH – Finále     | Coppée, Larnoe                                 | 35000  | 2.9.1920, Antverpy   |

## Rok 1921
| Zápas                           | výsledek | druh zápasu | střelci                                    | diváci | datum a místo konání |
| ------------------------------- | -------- | ----------- | ------------------------------------------ | ------ | -------------------- |
| Československo – Království SHS | 6:1      | přátelský   | 4x Jan Vaník, 2x Antonín Janda – Zinaja B. | 15000  | 28.10.1921, Praha    |
| Československo – Švédsko        | 2:2      | přátelský   | 2x Antonín Janda – Karlsson H., Edlund     | 10000  | 13.11.1921, Praha    |

## Rok 1922
| Zápas                           | výsledek | druh zápasu | střelci                                                             | diváci | datum a místo konání |
| ------------------------------- | -------- | ----------- | ------------------------------------------------------------------- | ------ | -------------------- |
| Itálie – Československo         | 1:1      | přátelský   | Baloncieri – Antonín Janda                                          | 15000  | 26.2.1922, Turín     |
| Dánsko – Československo         | 0:3      | přátelský   | Antonín Janda, 2x Jan Dvořáček                                      | 25000  | 11.6.1922, Kodaň     |
| Království SHS – Československo | 4:3      | přátelský   | 2x Abraham, 2x Zinaja B. – Jan Dvořáček, Jan Vaník, František Plodr | 8000   | 28.6.1922, Záhřeb    |
| Švédsko – Československo        | 0:2      | přátelský   | Jan Dvořáček, Rudolf Sloup-Štapl                                    | 20000  | 13.8.1922, Stockholm |

## Rok 1923
| Zápas                           | výsledek | druh zápasu | střelci                                                                  | diváci | datum a místo konání |
| ------------------------------- | -------- | ----------- | ------------------------------------------------------------------------ | ------ | -------------------- |
| Československo – Dánsko         | 2:0      | přátelský   | František Císař, Rudolf Sloup-Štapl                                      | 15000  | 6.5.1923, Praha      |
| Československo – Itálie         | 5:1      | přátelský   | 3x Josef Sedláček, Jan Dvořáček, Karel Koželuh – Moscardini              | 25000  | 27.5.1923, Praha     |
| Rumunsko – Československo       | 0:6      | přátelský   | 2x Jaroslav Vlček, 2x Rudolf Sloup-Štapl, 2x Josef Čapek                 | 8000   | 1.7.1923, Kluž       |
| Československo – Království SHS | 4:4      | přátelský   | 2x Josef Čapek, 2x Rudolf Sloup-Štapl – 2x Jovanovič, Petkovič, Babič D. | 15000  | 28.10.1923, Praha    |

## Rok 1924
| Zápas                           | výsledek | druh zápasu          | střelci                                                                         | diváci | datum a místo konání |
| ------------------------------- | -------- | -------------------- | ------------------------------------------------------------------------------- | ------ | -------------------- |
| Československo – Turecko        | 5:2      | OH – předk.          | Rudolf Sloup-Štapl, 2x Josef Sedláček, Jan Novák, Josef Čapek – Alaettin, Bekir | 5000   | 25.5.1924, Paříž     |
| Československo – Švýcarsko      | 1:1      | OH – 1. kolo         | Rudolf Sloup-Štapl – Dietrich                                                   | 12000  | 28.5.1924, Paříž     |
| Československo – Švýcarsko      | 0:1      | OH – 1. kolo (opak.) | Pache                                                                           | 10000  | 30.5.1924, Paříž     |
| Československo – Rumunsko       | 4:1      | přátelský            | Jan Dvořáček, František Kolenatý, Karel Žďárský, František Ryšavý – Semler      | 18000  | 31.8.1924, Praha     |
| Království SHS – Československo | 0:2      | přátelský            | Antonín Laštovička, Jan Vaník                                                   | 8000   | 28.9.1924, Záhřeb    |

## Rok 1925
| Zápas                           | výsledek | druh zápasu | střelci                                                                  | diváci | datum a místo konání |
| ------------------------------- | -------- | ----------- | ------------------------------------------------------------------------ | ------ | -------------------- |
| Československo – Rakousko       | 3:1      | přátelské   | Ferenc Szedlacsek, Josef Čapek, Karel Severin – Swatosch                 | 15000  | 24.5.1925, Praha     |
| Československo – Maďarsko       | 2:0      | přátelské   | Antonín Perner, Jan Dvořáček                                             | 21000  | 11.10.1925, Praha    |
| Československo – Království SHS | 7:0      | přátelské   | Karel Steiner, 3x Jan Dvořáček, Jan Wimmer, Josef Silný, Jindřich Šoltys | 15000  | 28.10.1925, Praha    |

## Rok 1926
| Zápas                           | výsledek | druh zápasu | střelci                                                                         | diváci | datum a místo konání |
| ------------------------------- | -------- | ----------- | ------------------------------------------------------------------------------- | ------ | -------------------- |
| Itálie – Československo         | 3:1      | přátelské   | Della Valle, Conti, Magnozzi – Antonín Křišťál                                  | 18000  | 17.1.1926, Turín     |
| Rakousko – Československo       | 2:0      | přátelské   | Cutti, Hierländer                                                               | 40000  | 14.3.1926, Vídeň     |
| Maďarsko – Československo       | 2:1      | přátelské   | Takács, Kohut – Josef Silný                                                     | 27000  | 6.6.1926, Budapešť   |
| Švédsko – Československo        | 2:2      | přátelské   | 2x Holmberg – 2x Otto Novák                                                     | 20000  | 13.6.1926, Stockholm |
| Království SHS – Československo | 2:6      | přátelské   | Petkovič, Giller – Jan Wimmer, 4x Josef Silný, Antonín Puč                      | 10000  | 28.6.1926, Záhřeb    |
| Československo – Švédsko        | 4:2      | přátelské   | Jiří Mareš, Josef Jelínek, Otto Novák, Karel Meduna – Holmberg E., Johansson F. | 20000  | 3.7.1926, Praha      |
| Československo – Rakousko       | 1:2      | přátelské   | Josef Jelínek – Sindelar, Wortmann                                              | 20000  | 28.9.1926, Praha     |
| Československo – Itálie         | 3:1      | přátelské   | Antonín Puč, 2x Josef Čapek – Levratto                                          | 20000  | 28.10.1926, Praha    |

## Rok 1927
| Zápas                           | výsledek | druh zápasu    | střelci                                                                               | diváci | datum a místo konání |
| ------------------------------- | -------- | -------------- | ------------------------------------------------------------------------------------- | ------ | -------------------- |
| Belgie – Československo         | 2:3      | přátelské      | Bierna, Gillis – 2x František Svoboda, Karel Podrazil                                 | 20000  | 2.1.1927, Lutych     |
| Itálie – Československo         | 2:2      | Mezinár. pohár | Baloncieri, Libonatti – Antonín Puč, Josef Silný                                      | 40000  | 20.2.1927, Milán     |
| Rakousko – Československo       | 1:2      | přátelské      | Blum – Antonín Puč, Josef Maloun                                                      | 45000  | 20.3.1927, Vídeň     |
| Československo – Maďarsko       | 4:1      | přátelské      | Antonín Puč, Karel Steiner, František Svoboda, Josef Silný – Mészáros                 | 20000  | 24.4.1927, Praha     |
| Československo – Belgie         | 4:0      | přátelské      | 2x Antonín Puč, Otto Fleischmann, Josef Silný                                         | 20000  | 26.5.1927, Praha     |
| Království SHS – Československo | 1:1      | přátelské      | Perška – Antonín Puč                                                                  | 10000  | 31.7.1927, Bělehrad  |
| Československo – Rakousko       | 2:0      | Mezinár. pohár | Karel Podrazil, Josef Kratochvíl                                                      | 25000  | 18.9.1927, Praha     |
| Království SHS – Československo | 1:1      | přátelské      | Perška – Antonín Puč                                                                  | 10000  | 31.7.1927, Bělehrad  |
| Maďarsko – Československo       | 1:2      | přátelské      | Kohut – Karel Podrazil, Josef Silný                                                   | 40000  | 9.10.1927, Budapešť  |
| Československo – Itálie         | 2:2      | Mezinár. pohár | 2x František Svoboda – Libonatti                                                      | 15000  | 23.10.1927, Praha    |
| Československo – Království SHS | 5:3      | přátelské      | 2x František Svoboda, Jindřich Šoltys, 2x Karel Bejbl – Jovanovič, Benčič, Bonačič M. | 15000  | 28.10.1927, Praha    |

## Rok 1928
| Zápas                           | výsledek | druh zápasu    | střelci                                                                             | diváci | datum a místo konání |
| ------------------------------- | -------- | -------------- | ----------------------------------------------------------------------------------- | ------ | -------------------- |
| Rakousko – Československo       | 0:1      | Mezinár. pohár | Josef Silný                                                                         | 50000  | 1.4.1928, Vídeň      |
| Francie – Československo        | 0:2      | přátelské      | 2x Antonín Puč                                                                      | 25000  | 13.5.1928, Paříž     |
| Československo – Maďarsko       | 6:1      | přátelské      | Karel Podrazil, Karel Pešek, 2x Karel Bejbl, Antonín Puč, Josef Kratochvíl – Kalmár | 18000  | 23.9.1928, Praha     |
| Československo – Polsko         | 3:2      | Turnaj         | 2x Antonín Puč, Karel Bejbl – 2x Reyman                                             | 5000   | 27.10.1928, Praha    |
| Československo – Království SHS | 7:1      | Turnaj         | Jindřich Šoltys, 2x Karel Bejbl, 2x Josef Silný, 2x Antonín Puč – Beleslin          | 15000  | 28.10.1928, Praha    |

## Rok 1929
| Zápas                           | výsledek | druh zápasu    | střelci                                                                     | diváci | datum a místo konání |
| ------------------------------- | -------- | -------------- | --------------------------------------------------------------------------- | ------ | -------------------- |
| Itálie – Československo         | 4:2      | Mezinár. pohár | 3x Rosetti, Libonatti – Josef Silný, František Svoboda                      | 35000  | 3.3.1929, Bologna    |
| Československo – Rakousko       | 3:3      | přátelské      | Siegl, 2x Weselik – Josef Silný, František Svoboda, Jindřich Šoltys         | 23000  | 17.3.1929, Praha     |
| Švýcarsko – Československo      | 1:4      | Mezinár. pohár | Abegglen M. – 2x Josef Silný, Karel Podrazil, Antonín Puč                   | 20000  | 5.5.1929, Lausanne   |
| Království SHS – Československo | 3:3      | přátelské      | Hitrec, 2x Marjanovič B. – Jan Knobloch-Madelon, Josef Silný, Antonín Hojer | 8000   | 28.6.1929, Záhřeb    |
| Československo – Maďarsko       | 1:1      | Mezinár. pohár | Kalmár – František Svoboda                                                  | 30000  | 8.9.1929, Praha      |
| Rakousko – Československo       | 2:1      | přátelské      | Gschweidl, Weselik – Josef Kratochvíl                                       | 40000  | 15.9.1929, Vídeň     |
| Československo – Švýcarsko      | 5:0      | Mezinár. pohár | 2x Antonín Puč, Josef Kratochvíl, František Svoboda, František Junek        | 17000  | 6.10.1929, Praha     |
| Československo – Jugoslávie     | 4:3      | přátelské      | František Kloz, 2x Josef Silný, Josef Thaut – 2x Hitrec, Leinert            | 8000   | 28.10.1929, Praha    |

## Rok 1930
| Zápas                        | výsledek | druh zápasu | střelci                                                          | diváci | datum a místo konání |
| ---------------------------- | -------- | ----------- | ---------------------------------------------------------------- | ------ | -------------------- |
| Španělsko – Československo   | 1:0      | přátelské   | Sastre                                                           | 40000  | 1.1.1930, Barcelona  |
| Portugalsko – Československo | 1:0      | přátelské   | Jorge                                                            | 25000  | 12.1.1930, Lisabon   |
| Československo – Rakousko    | 2:2      | přátelské   | František Svoboda, František Junek – 2x Horvath                  | 28000  | 23.3.1930, Praha     |
| Československo – Maďarsko    | 1:1      | přátelské   | Antonín Hojer – František Tyrpekl (vlastní gól)                  | 30000  | 1.5.1930, Praha      |
| Francie – Československo     | 2:3      | přátelské   | Korb, Delfour – Josef Košťálek, Josef Silný, František Junek     | 15000  | 11.5.1930, Paříž     |
| Československo – Španělsko   | 2:0      | přátelské   | František Svoboda, Antonín Hojer                                 | 25000  | 14.6.1930, Praha     |
| Belgie – Československo      | 2:3      | přátelské   | Versyp, Voorhoof – Jindřich Šoltys, Karel Hejma, František Junek | 15000  | 21.9.1930, Antverpy  |
| Maďarsko – Československo    | 2:3      | přátelské   | Titschka – Jindřich Šoltys                                       | 10000  | 26.10.1930, Budapešť |

## Rok 1931
| Zápas                       | výsledek | druh zápasu    | střelci                                                                     | diváci | datum a místo konání |
| --------------------------- | -------- | -------------- | --------------------------------------------------------------------------- | ------ | -------------------- |
| Francie – Československo    | 1:2      | přátelské      | Langiller – 2x Antonín Novák                                                | 28000  | 15.2.1931, Paříž     |
| Československo – Maďarsko   | 3:3      | Mezinár. pohár | 2x František Svoboda, František Junek – 3x Auer                             | 26000  | 22.3.1931, Praha     |
| Rakousko – Československo   | 1:2      | Mezinár. pohár | Nausch, Horvath – Josef Silný                                               | 42000  | 12.4.1931, Vídeň     |
| Československo – Švýcarsko  | 7:3      | Mezinár. pohár | 3x Karel Bejbl, 2x Josef Silný, 2x Vojtěch Bradáč – Fasson, Büche, Springer | 15000  | 13.6.1931, Praha     |
| Polsko – Československo     | 0:4      | přátelské      | 2x František Pelcner, Václav Bára, Oldřich Nejedlý                          | 10000  | 14.6.1931, Varšava   |
| Jugoslávie – Československo | 2:1      | přátelské      | Marjanovič, Živkovič – František Pelcner                                    | 10000  | 2.8.1931, Bělehrad   |
| Maďarsko – Československo   | 3:0      | přátelské      | Turay, Auer, Kalmár                                                         | 18000  | 20.9.1931, Budapešť  |
| Itálie – Československo     | 2:2      | Mezinár. pohár | Pitto, Bernardini – 2x František Svoboda                                    | 38000  | 15.11.1931, Řím      |

## Rok 1932
| Zápas                       | výsledek | druh zápasu    | střelci                                                      | diváci | datum a místo konání |
| --------------------------- | -------- | -------------- | ------------------------------------------------------------ | ------ | -------------------- |
| Československo – Maďarsko   | 1:3      | Mezinár. pohár | Josef Silný – Turay, Zavadszky, Toldi                        | 26000  | 20.3.1932, Praha     |
| Švýcarsko – Československo  | 5:1      | Mezinár. pohár | 2x Abegglen A., 2x Abegglen M., Billeter L. – Vojtěch Bradáč | 25000  | 17.4.1932, Zürich    |
| Československo – Rakousko   | 1:1      | Mezinár. pohár | František Svoboda – Sindelar                                 | 30000  | 22.5.1932, Praha     |
| Nizozemsko – Československo | 1:2      | přátelské      | Bonsema – Josef Silný, Oldřich Nejedlý                       | 32000  | 29.5.1932, Amsterdam |
| Maďarsko – Československo   | 2:1      | Mezinár. pohár | Toldi, Titschka – Antonín Puč                                | 20000  | 18.9.1932, Budapešť  |
| Československo – Jugoslávie | 2:1      | přátelské      | Antonín Puč, Oldřich Nejedlý – Zečevič                       | 20000  | 9.10.1932, Praha     |
| Československo – Itálie     | 2:1      | Mezinár. pohár | Antonín Puč, Oldřich Nejedlý – Ferrari                       | 31500  | 28.10.1932, Praha    |

## Rok 1933
| Zápas                       | výsledek | druh zápasu            | střelci                                                          | diváci | datum a místo konání |
| --------------------------- | -------- | ---------------------- | ---------------------------------------------------------------- | ------ | -------------------- |
| Maďarsko – Československo   | 2:0      | přátelské              | Turay, Cseh                                                      | 30000  | 19.3.1933, Budapešť  |
| Rakousko – Československo   | 1:2      | přátelské              | Smistik – 2x Antonín Puč                                         | 60000  | 9.4.1933, Vídeň      |
| Itálie – Československo     | 2:0      | Mezinár. pohár         | Ferrari, Schiavio                                                | 20000  | 7.5.1933, Florencie  |
| Československo – Francie    | 4:0      | přátelské              | Antonín Puč, František Junek, František Svoboda, Oldřich Nejedlý | 18000  | 10.6.1933, Praha     |
| Jugoslávie – Československo | 2:1      | přátelské              | 2x Kragič – Gejza Kocsis                                         | 7000   | 6.8.1933, Záhřeb     |
| Československo – Rakousko   | 3:3      | přátelské              | 2x Antonín Puč, Josef Silný – 2x Sindelar, Müller                | 20000  | 17.9.1933, Praha     |
| Polsko – Československo     | 1:2      | kvalifikace na MS 1934 | Martyna – Josef Silný, František Pelcner                         | 18000  | 15.10.1933, Varšava  |
| Francie – Československo    | 1:2      | přátelské              | 2x Kragič – Gejza Kocsis                                         | 7000   | 6.8.1933, Záhřeb     |

## Rok 1934
| Zápas                       | výsledek | druh zápasu     | střelci                                                             | diváci | datum a místo konání |
| --------------------------- | -------- | --------------- | ------------------------------------------------------------------- | ------ | -------------------- |
| Francie – Československo    | 1:2      | přátelské       | Korb – František Svoboda, Jiří Sobotka                              | 40000  | 25.3.1934, Paříž     |
| Československo – Maďarsko   | 2:2      | Mezinár. pohár  | Antonín Puč, Jiří Sobotka – 2x Sárosi                               | 26000  | 29.4.1934, Praha     |
| Československo – Anglie     | 2:1      | přátelské       | Antonín Puč, Oldřich Nejedlý – Tilson                               | 35000  | 16.5.1934, Praha     |
| Československo – Rumunsko   | 2:1      | MS 1934 I.kolo  | Antonín Puč, Oldřich Nejedlý – Dobai                                | 10000  | 27.5.1934, Terst     |
| Československo – Švýcarsko  | 3:2      | MS 1934 II.kolo | František Svoboda, Jiří Sobotka, Oldřich Nejedlý – Kielholz, Jaeggi | 18000  | 31.5.1934, Turín     |
| Československo – Německo    | 3:1      | MS 1934 semif.  | 3x Oldřich Nejedlý – Noack                                          | 8000   | 3.6.1934, Řím        |
| Itálie – Československo     | 2:1 PP   | MS 1934 finále  | Orsi, Angelo Schiavio – Antonín Puč                                 | 50000  | 10.6.1934, Řím       |
| Československo – Jugoslávie | 3:1      | přátelské       | Oldřich Nejedlý, Jiří Sobotka, František Junek – Sekulič            | 15000  | 2.9.1934, Praha      |
| Rakousko – Československo   | 2:2      | Mezinár. pohár  | Binder, Viertl – 2x Vratislav Čech                                  | 60000  | 23.9.1934, Vídeň     |
| Švýcarsko – Československo  | 2:2      | Mezinár. pohár  | 2x Kielholz – 2x Oldřich Nejedlý                                    | 15000  | 14.10.1934, Ženeva   |

## Rok 1935
| Zápas                       | výsledek | druh zápasu    | střelci                                  | diváci | datum a místo konání |
| --------------------------- | -------- | -------------- | ---------------------------------------- | ------ | -------------------- |
| Československo – Švýcarsko  | 3:1      | Mezinár. pohár | Václav Horák, 2x Oldřich Nejedlý – Bösch | 25000  | 17.3.1935, Praha     |
| Československo – Rakousko   | 0:0      | Mezinár. pohár |                                          | 35000  | 14.4.1935, Praha     |
| Německo – Československo    | 2:1      | přátelské      | 2x Lenz – Václav Hruška                  | 60000  | 26.5.1935, Drážďany  |
| Jugoslávie – Československo | 0:0      | přátelské      |                                          | 15000  | 6.9.1935, Bělehrad   |
| Maďarsko – Československo   | 1:0      | Mezinár. pohár | Markos                                   | 23000  | 22.9.1935, Budapešť  |
| Československo – Itálie     | 2:1      | přátelské      | 2x Václav Horák – Pitto                  | 12000  | 27.10.1935, Praha    |

## Rok 1936
| Zápas                      | výsledek | druh zápasu    | střelci                                              | diváci | datum a místo konání |
| -------------------------- | -------- | -------------- | ---------------------------------------------------- | ------ | -------------------- |
| Francie – Československo   | 0:3      | přátelské      | Antonín Puč, Jaroslav Bouček, Oldřich Nejedlý        | 40000  | 9.2.1936, Paříž      |
| Rakousko – Československo  | 1:1      | Mezinár. pohár | Josef Bican – Oldřich Zajíček                        | 55000  | 22.3.1936, Vídeň     |
| Československo – Španělsko | 1:0      | přátelské      | Oldřich Zajíček                                      | 30000  | 26.4.1936, Praha     |
| Československo – Německo   | 1:2      | přátelské      | Vratislav Čech – Elbern, Siffling                    | 25000  | 27.9.1936, Praha     |
| Československo – Maďarsko  | 5:2      | Mezinár. pohár | 4x František Kloz, Vlastimil Kopecký – Titkos, Toldi | 20000  | 18.10.1936, Praha    |
| Itálie – Československo    | 2:0      | přátelské      | Pasinati, Ferrari                                    | 25000  | 13.12.1936, Janov    |

## Rok 1937
| Zápas                       | výsledek | druh zápasu            | střelci | diváci | datum a místo konání |
| --------------------------- | -------- | ---------------------- | --- | ------ | -------------------- |
| Československo – Švýcarsko  | 5:3      | Mezinár. pohár         | 2x Vlastimil Kopecký, František Svoboda, Václav Horák, Antonín Puč – Wagner, 2x Bickel                                    | 20000  | 21.2.1937, Praha     |
| Rumunsko – Československo   | 1:1      | Pohár Malé Dohody      | Bodola – Oldřich Nejedlý                                                                                                  | 30000  | 18.4.1937, Bukurešť  |
| Československo – Skotsko    | 1:3      | přátelské              | Antonín Puč – Simpson, McPhail, Gillick                                                                                   | 35000  | 15.5.1937, Praha     |
| Československo – Itálie     | 0:1      | Mezinár. pohár         | Piola | 36000  | 23.5.1937, Praha     |
| Maďarsko – Československo   | 8:3      | Mezinár. pohár         | Zsengellér, 7x Sárosi – Jan Říha, Oldřich Rulc, Oldřich Nejedlý                                                           | 20000  | 19.9.1937, Budapešť  |
| Československo – Jugoslávie | 5:4      | Pohár Malé Dohody      | Oldřich Rulc, Jan Říha, Karel Senecký, Oldřich Nejedlý, Jiří Sobotka – 2x Pleše, Valjarevič, Jaroslav Burgr (vlastní gól) | 18000  | 3.10.1937, Praha     |
| Československo – Lotyšsko   | 4:0      | přátelské              | 3x Jiří Sobotka, Karel Senecký                                                                                            | 5000   | 13.10.1937, Praha    |
| Československo – Rakousko   | 2:1      | Mezinár. pohár         | Jan Říha, František Kloz – Neumer                                                                                         | 30000  | 24.10.1937, Praha    |
| Bulharsko – Československo  | 1:1      | kvalifikace na MS 1938 | Pačedžiev – Jan Říha | 15000  | 7.11.1937, Sofie     |
| Anglie – Československo     | 5:4      | přátelské              | 3x Matthews, Norton, Crayston – Antonín Puč, Josef Zeman, 2x Oldřich Nejedlý                                              | 50000  | 1.12.1937, Londýn    |
| Skotsko – Československo    | 5:0      | přátelské              | Black, 2x McCulloch, Buchanan, Kinnear                                                                                    | 42000  | 8.12.1937, Glasgow   |

## Rok 1938
| Zápas                       | výsledek | druh zápasu            | střelci                                                              | diváci | datum a místo konání |
| --------------------------- | -------- | ---------------------- | -------------------------------------------------------------------- | ------ | -------------------- |
| Švýcarsko – Československo  | 4:0      | Mezinár. pohár         | Monnard, Grassi, Aeby, Amado                                         | 20000  | 3.4.1938, Basilej    |
| Československo – Bulharsko  | 6:0      | kvalifikace na MS 1938 | 3x Ladislav Šimůnek, 2x Oldřich Nejedlý, Josef Ludl                  | 28000  | 24.4.1938, Praha     |
| Československo – Irsko      | 2:2      | přátelské              | 2x Oldřich Nejedlý – Davis, Dunne                                    | 17000  | 18.5.1938, Praha     |
| Československo – Nizozemsko | 3:0 PP   | MS 1938 I.kolo         | Oldřich Nejedlý, Josef Košťálek, Josef Zeman                         | 15000  | 5. 6. 1938, Le Havre |
| Československo – Brazílie   | 1:1      | MS 1938 II.kolo        | Oldřich Nejedlý – Leônidas da Silva                                  | 40000  | 12.6.1938, Bordeaux  |
| Československo – Brazílie   | 1:3      | MS 1938 II.kolo        | Vlastimil Kopecký – Leônidas da Silva, Roberto                       | 20000  | 14.6.1938, Bordeaux  |
| Švédsko – Československo    | 2:6      | přátelské              | Bergström, Jonasson – Václav Horák, 3x Josef Bican, 2x Karel Senecký | 20000  | 7.8.1938, Stockholm  |
| Jugoslávie – Československo | 1:3      | Pohár Malé Dohody      | Šipoš – Vojtěch Bradáč, Josef Bican, Karel Senecký                   | 10000  | 28.8.1938, Záhřeb    |